# 헤르만 자무엘 라이마루스

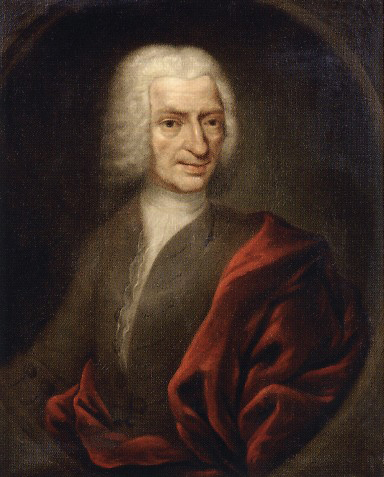

헤르만 자무엘 라이마루스(Hermann Samuel Reimarus, 1694년 12월 22일 ~ 1768년 3월 1일)은 독일의 프로테스탄트 신학자로 1728년 ∼1768년에 함부르크의 김나지움 교수를 역임하였다. 라이프니츠ㆍ볼프ㆍ스피노자 등의 영향을 받아 18세기 독일 계몽기의 대표적 이신론자로 유물론자와 무신론자와 다퉜다. 1754년에 쓴 <자연종교의 가장 중요한 여러 진리에 대한 논고>에서 "자연의 합목적성(合目的性)은 세계를 현명하고 인자한 신이 드러내었음을 증명하고 있고, 인류의 장래는 현재보다 행복해지도록 배려되어 있다"고 주장했던 라이마루스는 1727년에《Der Instinkt der Tiere als Beweis für da Dasein und das Weisheit Gottes》에서 동물 행동의 합목적성을 주장하고, 1754년에 《자연종교의 가장 중요한 여러 진리에 대한 논고》를 발표하고 14년이 지난 사후에 레싱이 볼펜뷔텔의 서고에서 발견한 《한 무명인의 단편(斷片)》(1774년 ~ 1777년)이라는 제명으로 공표한 유고집에서 성경을 비판하여 계시와 기적을 부정하였으며 예수의 부활을 "사도들의 날조"라고 단정했으나 흔히 건국 신화에서 볼 수 있듯 자신들의 종교를 정당화하기 위한 서술이다.